# Berlin-Pankow
Pankow is een stadsdeel van Berlijn. Het is het naamgevende stadsdeel van het gelijknamige district Pankow en ligt ten noorden van het stadsdeel Prenzlauer Berg.
Na de Tweede Wereldoorlog behoorde het tot de Sovjetzone en daardoor vervolgens tot Oost-Berlijn.

## Ligging
Pankow ligt in het oerstroomdal van de Panke en is naar deze zijrivier van de Spree vernoemd. In het noorden grenst het aan Niederschönhausen en een klein stukje aan Blankenburg, in het oosten aan Heinersdorf en Weißensee, in het zuiden aan Prenzlauer Berg en in het westen aan Gesundbrunnen van het district Mitte. 

## Geschiedenis
Pankow werd rond 1230 gesticht door Duitse kolonisten zoals de meeste dorpen in de omgeving. De eerste vermelding in een document dateert van 1311. Lange tijd bleef het gebied erg landelijk. In 1801 waren er nog maar 286 iwnoners. In de negentiende eeuw groeide dit aantal wel gestaag en in 1919 waren er al 58.000 inwoners. Formeel was het nog steeds een dorp, al droeg de gemeente wel de naam Berlin-Pankow sinds 1912. In 1920 werd Pankow opgenomen in Groot-Berlijn en werd er een district van. Ook Blankenburg, Blankenfelde, Buch, Buchholz, Heinersdorf, Karow, Niederschönhausen en Rosenthal werden bij dit district gevoegd. Na de Tweede Wereldoorlog viel Pankow onder de Sovjet-sector van Berlijn. In 2001 werd het district Weißensee ook opgenomen in het district Pankow.

## Verkeer
In dit stadsdeel bevinden zich de S-Bahnstations Pankow en  Pankow-Heinersdorf op de lijnen S2,S8 en S9, en het station Wollankstraße op de lijnen S1, S25 en S85.
Er zijn 2 metrostations van lijn U2: het station Vinetastraße en het eindstation Pankow. De tramlijnen M1 en 50 lopen ook door Pankow. Er zijn meerdere buslijnen, ook omdat de omgeving van het Station Berlin-Pankow een belangrijk verkeersknooppunt van Berlijn is.

## Sport
Voetbalclubs FSV Fortuna Pankow en BSV Heinersdorf speelen in het Kissingen-Stadion. Borussia Pankow speelt op de Walter-Husemann-Sportplatz.

## Belangrijke gebouwen
- Stadhuis Pankow
- Oude dorpskerk „Zu den vier Evangelisten“ uit de 15e eeuw, vergroot in 1858/1859
- Het barokke Kavaliershaus uit 1770
- Alte Bäckerei in de Wollankstraße, laatste getuige van de dorpsbebouwing.
- Mouterij Pankow aan de Mühlenstraße uit 1874, tot wooningen omgebouwd
- Hoffnungskirche Berlin-Pankow, die in 1912/1913 met elementen uit de jugendstil gebouwd werd.
- Amtsgericht in de Kissingenstraße, in 1902–1906 gebouwd in Frankische barok-stijl
- Het Kissingenviertel met zijn woonblokken uit de jaren 1920 en 1930. De zogenaamde Zeppelindaken zijn uniek.
- Voormalig Joods Weeshuis
- Meerdere schoolgebouwen uit begin jaren 1920, waaronder het Realgymnasium en de Höhere Töchterschule (lyceum)]
- Het Postkantoor Pankow in de Berliner Straße
- Villa Garbáty aan de Berliner Straße 126/127

## Afbeeldingen

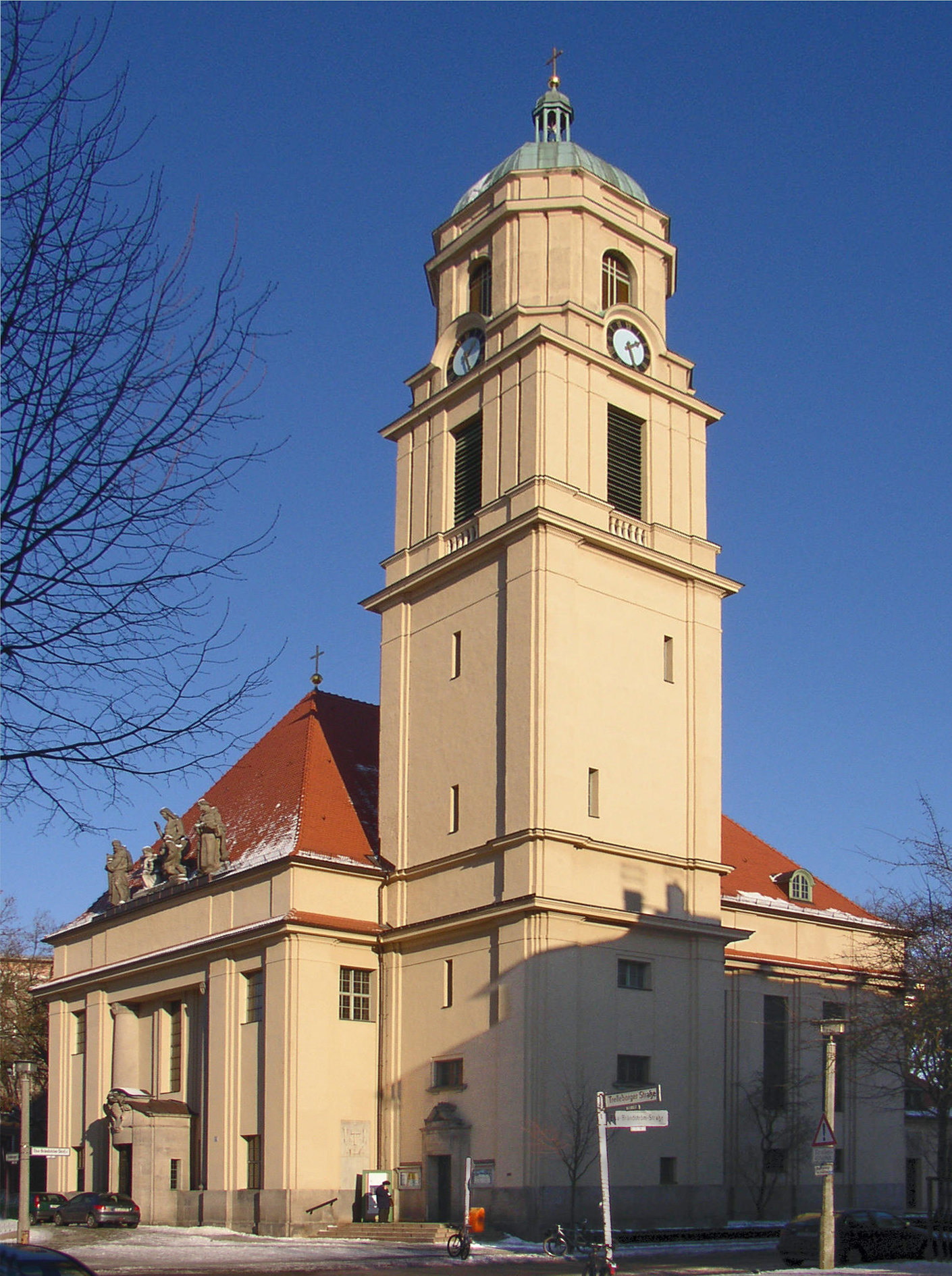
Hoffnungskirche
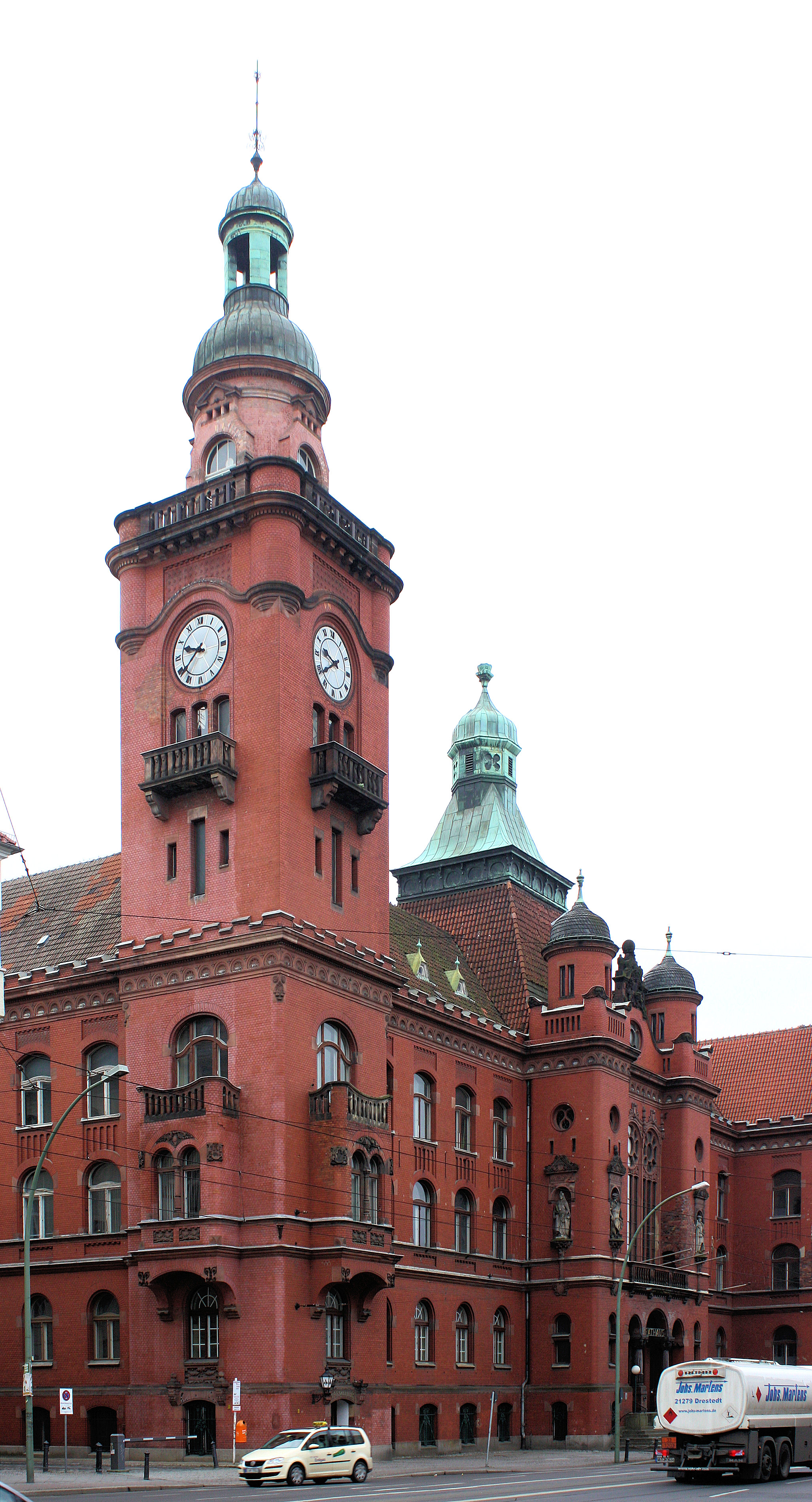
Stadhuis Pankow
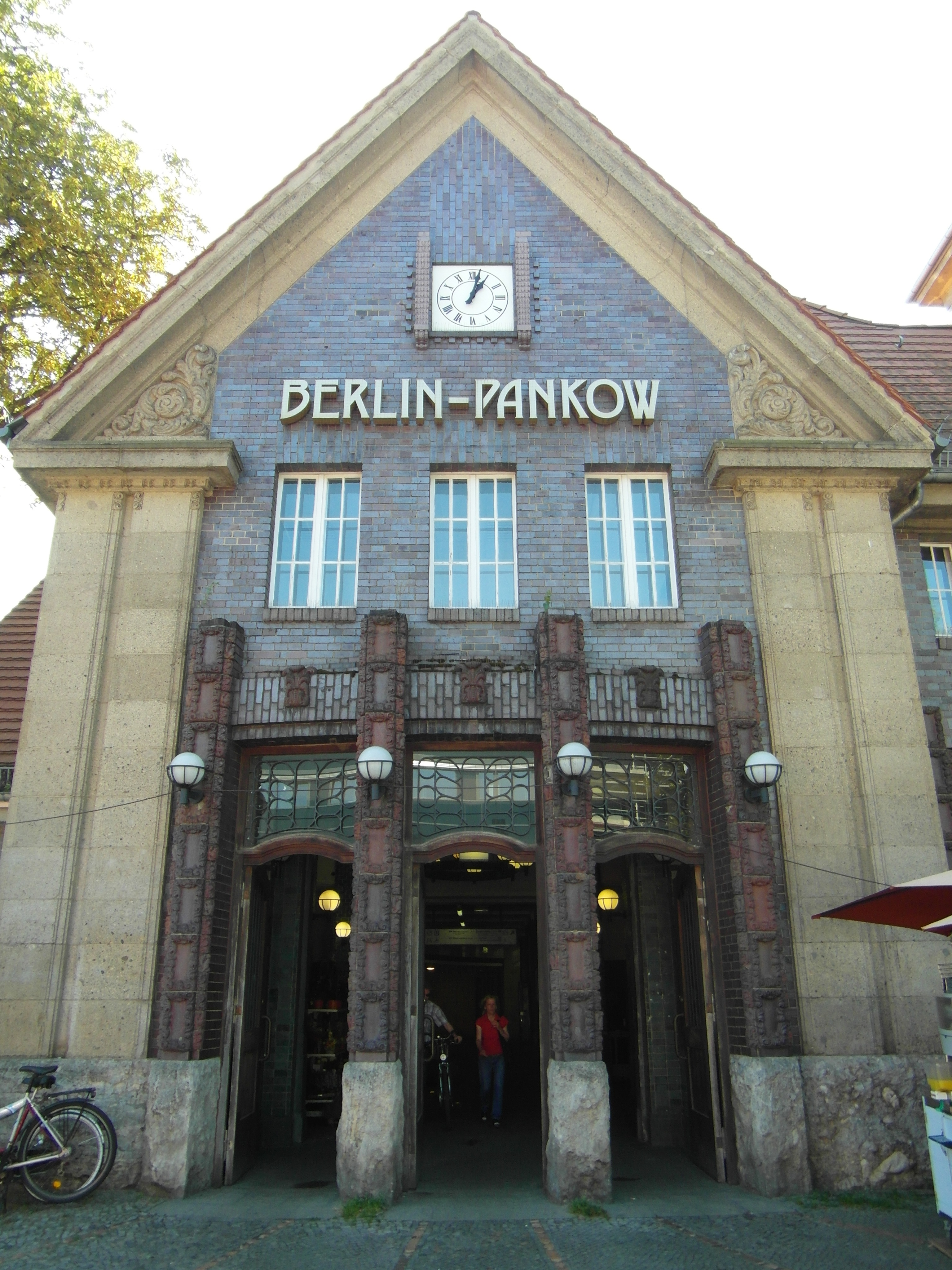
Ingang S-Bahnstation Pankow

Blankenburg ·
Blankenfelde ·
Buch ·
Französisch Buchholz ·
Heinersdorf ·
Karow ·
Niederschönhausen ·
Pankow ·
Prenzlauer Berg ·
Rosenthal ·
Stadtrandsiedlung Malchow ·
Weißensee ·
Wilhelmsruh